# Марко Аврамовић
Марко Аврамовић (Београд, 24. август 1986) је српски ватерполиста који тренутно наступа за шпански Сабадељ. Бивши је члан ватерполо репрезентације Србије.
Завршио Економски факултет на Универзитету Мегатренд, као и мастер студије на Универзитету у Београду. Од 2013. браку са Јованом Ђурашиновић, дипломираним фармацеутом са којом има двоје деце.

## Репрезентација
Са јуниорском репрезентацијом Србије и Црне Горе освојио је Европско првенство 2004. на Малти.
Члан сенироске репрезентације Србије био је шест година. У периоду 2007-2013 уписао је 91 утакмицу и постигао 23 гола. На свом дебитантском великом такмичењу, Светском првенству 2009, у Риму освојио је златну медаљу. Две године касније, на првенству света у Шангају освојио је бронзану медаљу. Са европских такмичења однео је бронзу у Загребу 2010. године на којем је уписао и три гола. Био је члан репрезентације која је у Светском купу 2010. у Орадеи освојила злато. На завршном турниру Светске лиге у Подгорици 2009 . освојио је бронзу, а злато у Берлину 2009, Нишу 2010. и Фиренци 2011. што је уједно било и његово последње такмичење са националном капицом.

## Каријера

### ВК Партизан
Своје прве ватерполо кораке начинио је у најтрофејнијем српском клубу - ВК Партизан. У клубу са Бањице провео је девет, више него успешних година. У периоду од 2006. до 2011. године пет пута је био освајач и националног Првенства и Купа Србије. Са Партизаном је освојио и Еуроинтер Лигу 2010. 
Годину дана након освајања те титуле, у клуб са Бањице су се појавили проблеми. Након четвртфинала Евролиге Аврамовић је затражио раскид уговора због непрофесионалног односа са челницима Партизана.

### Црвена звезда
У наредној сезони Аврамовић је заиграо за вечитог ривала црно - белих, за Црвену звезду! За три сезоне у Звезди освојио је шест трофеја: Лигу шампиона, Суперкуп Европе 2013, те првенство и Куп Србије у сезонама 2012/2013 и 2013/2014. Својим головима одлучио је неколико важних утакмица за клуб. У сезони 2012/2013 са три гола у финалу Купа против Партизана допринео је освајању првог Купа Србије у клупској каријери. У финалу Лиге шампиона, против Југа из Дубровника Звезда је славила резултатом 8:7, а управо је последњи гол вредан титуле постигао Марко Аврамовић. Из Звезде је отишао 2014, са преко 75 постигнутих голова и шест оствојених трофеја у свим такмичењима.

### Орадеа
Из шампионског тима Црвене звезде, Марко Аврамовић је отишао у Румунију и заиграо за ВК Орадеа. Ипак, морао је да напусти румунски клуб након неколико месеци јер је стигао као четврти странац, што правила првенства нису дозвољавала.

### Ференцварош
Средином децембра 2015. године стигао је у Ференцварош, у том тренутку четвртопласирани тим у мађарском првенству.Годину дана касније, у сезони 2016/2017 са клубом је освојио Лен Евро Куп. Аврамовић је био значајан и у освајању овог трофеја, јер је у другој утакмици финалног сусрета постигао три поготка против ВК Орадеа.

### Егер
Као већ искусан играч и шампион, Аврамовић је сезону након освајања Евро Купа са Ференцварошом заиграо за Егер. За две сезоне проведене у том клубу, Аврамовић по први пут није стигао до трофеја и уследио је растанак.

### ВК Сабадељ
Од августа 2019. године члан је шпанског Сабадеља.

## Клупски трофеји
- Евролига 2010/11. -  Шампион са Партизаном
- Евролига 2012/13. -  Шампион са Црвеном звездом
- Супер куп Европе 2013. - Победник са Црвеном звездом
- Првенство Србије 2006/07, 2007/08, 2008/09, 2009/10. и 2010/11. -  Шампион са Партизаном, 2012/13. и 2013/14. -  Шампион са Црвеном звездом
- Куп Србије 2006/07, 2007/08, 2008/09, 2009/10. и 2010/11. - Победник са Партизаном, 2012/13. и 2013/14. - Победник са Црвеном звездом
- Еуроинтер лига 2009/10. и 2010/11. - Победник са Партизаном